# Nikolaï Semionov
Nikolaï Nikolaïevitch Semionov (en russe : Николай Николаевич Семёнов) né le 15 avril (3 avril selon l'ancien calendrier julien) 1896 et mort le 25 septembre 1986, est l'un des fondateurs de la chimie physique, créateur de la théorie des polymères et auteur de travaux sur la cinétique chimique. Récompensé pour ce travail par le prix Nobel de chimie de 1956 (partagé avec Cyril Norman Hinshelwood), il fut également lauréat de nombreux prix soviétiques (1941, 1949 et 1976) et de la médaille d'or Lomonosov de l'Académie des sciences d'URSS (1970).

## Biographie
Nikolaï Semionov naît à Saratov. Il étudie entre 1913 et 1917 au sein du département de physique de l'université de Petrograd (aujourd'hui Saint-Pétersbourg), où il est élève d’Abram Ioffé. Après l'obtention de son diplôme, il s'installe en 1918 à Samara, où il est enrôlé dans les rangs de l'armée blanche de Koltchak pendant la guerre civile russe.
En 1920, il est de retour à Petrograd et se voit confier le laboratoire des phénomènes électroniques de l'Institut physico-technique de Petrograd. Il devient également vice-directeur de l'institut. En 1921, il épouse une élève de Jirmounski, la philologue Maria Boreïche-Liverovski. Elle meurt prématurément deux ans plus tard. En 1923, Nikolaï Semionov épouse en secondes noces la nièce de Maria, Natalia Nikolaïevna Bourtseva (1902-1996). Elle donne à Nikolaï un fils, Iouri, et une fille, Loudmila.
C'est pendant cette période troublée, en 1922, que Semionov découvre, de concert avec Piotr Kapitsa, une façon de mesurer le champ magnétique du noyau d'un atome. La méthode expérimentale sera plus tard améliorée par Otto Stern et Walther Gerlach, et prendra le nom d'expérience de Stern et Gerlach.
En 1925, Semionov, avec Yakov Frenkel, étudie la cinétique de la condensation et de l'absorption de vapeurs. En 1927, il étudie l'ionisation des gaz et publie un ouvrage important intitulé La Chimie de l'électron. En 1928 il établit, conjointement avec Vladimir Fock, une théorie de décharge thermale disruptive des diélectriques.
Il est nommé professeur à l' Institut polytechnique de Petrograd, rebaptisée Leningrad, en 1928 ; en 1931, il met sur pied l'Institut de chimie-physique de l’Académie des sciences d'URSS et en devient le premier directeur. En 1932, il devient membre de plein droit de l'Académie des sciences soviétique, après en avoir été correspondant.
En 1943, il devient professeur et directeur de l'université d'État de Moscou, ville où il meurt le 25 septembre 1986. Il est enterré au cimetière de Novodevitchi.

## Travaux
Semionov concentra avant tout son travail sur les mécanismes et la cinétique chimique, en y incluant une analyse exhaustive des applications des mécanismes de réactions en chaîne (1934-1954), et plus particulièrement aux processus de combustion. Il essaya d'adapter, pour différents problèmes et applications, la théorie développée par Max Bodenstein sur les processus de réaction aux réactions en chaîne et a proposé une théorie des ramifications dégénérées, qui a conduit à une meilleure compréhension des phénomènes associés avec les périodes d'induction des processus d'oxydation.
En 1924, il put établir que les vapeurs de phosphore avaient besoin d'une concentration critique en dioxygène pour s'enflammer. Il put également établir qu'après la réaction de départ, tout comme après les réactions suivantes, lors d'une réaction en chaîne de nombreuses particules actives étaient formées ; ces particules conduisant à la ramification de la réaction, rendant ainsi la réaction totale plus violente. D'après sa théorie, les réactions en chaîne se laissent contrôler et même ralentir en gérant ces particules actives.
Ses résultats eurent par exemple comme application concrète la fabrication de matières combustibles et d'explosifs avec des processus d'explosion prévisibles. Ses résultats conduisirent aussi au développement de nouveaux procédés industriels, en particulier dans le domaine des matières plastiques. Son travail fut également la première pierre pour la production industrielle de produits de polymérisation.
Semionov a publié deux ouvrages d'importance pour présenter ses travaux. Cinétique chimique et réactions en chaîne a été publié en 1934 et traduit en anglais dès 1935. C'était la première publication en Union soviétique à développer une théorie détaillée des réactions en chaîne ramifiées ou non. Des problèmes de la cinétique chimique et de la réactivité, d'abord publié en 1954, est suivie d'une édition révisée en 1958, avec des éditions anglaise, américaine, allemande et chinoise.
En 1956, Semionov partage le prix Nobel de chimie avec Cyril Norman Hinshelwood « pour leurs recherches sur le mécanisme des réactions chimiques ».

## Prix et engagement
Semionov, soutien sincère du régime communiste, a été honoré deux fois du titre de Héros du travail socialiste, a reçu deux Prix Staline, et a été décoré cinq fois de l'Ordre de Lénine, sans compter d'autres distinctions. 
En mai 1961, il participe en France au colloque de Royaumont « Quel avenir attend l'humanité? », organisé par le Centre d'études et de recherches marxistes et la Nouvelle revue internationale, en prononçant une allocution intitulée « La science et l'avenir humain ». Dans celle-ci, outre sa foi pour le régime communiste, il évoque les questions énergétiques et affiche son optimisme envers les possibilités offertes par l'automation et notamment l'informatique, qui permettraient selon lui une baisse conséquente du temps de travail à moins de 4 heures par jour, permettant ainsi l'épanouissement de la collectivité.